# Franklin-Staudamm

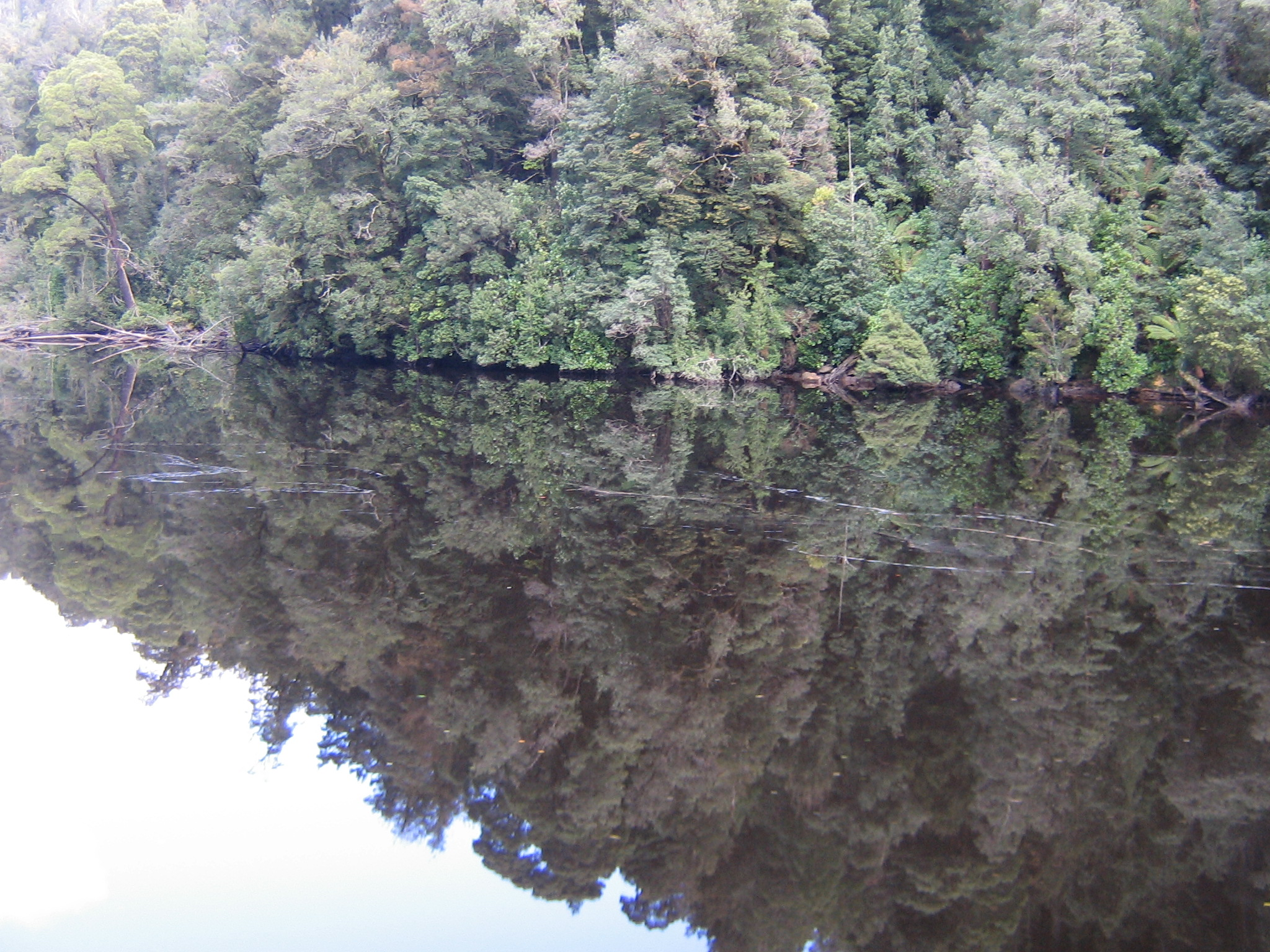
Gordon River

Der Franklin-Staudamm (auch Franklin Dam oder Gordon-Franklin Dam) war ein Projekt in Tasmanien zur Stromerzeugung, das bei Fertigstellung das ursprüngliche Gebiet des Franklin River und des Gordon River geflutet hätte. Diese Flusslandschaften zählen zu den bedeutendsten Naturschutzgebieten der Welt. Eine Protestbewegung verhinderte den Bau des Staudamms, einer der größten Erfolge der Umweltbewegung Australiens.

## Vorgeschichte
Öffentlich gemacht wurden die Planungen zum Bau des Staudamms im Jahre 1978, sechs Jahre nachdem der Bau von drei Lake-Pedder-Staudämmen in einem Naturschutzgebiet durch die Regierung Tasmaniens, trotz heftigster Proteste, durchgesetzt worden war.
An der neuen Protestbewegung waren die Tasmanian Wilderness Society, der Tasmanian Conservation Trust und die Australian Conservation Foundation beteiligt. Diese Organisationen, die Erfahrungen um die Auseinandersetzung mit dem Bau des Lake-Pedder-Staudamms gesammelt hatten, brachten es zuwege, dass 30.000 Protestbriefe versendet wurden und ein Film, The Last Wild River, im tasmanischen Privatfernsehen gezeigt wurde. Im Juni 1980 protestierten etwa 10.000 Personen in Hobart gegen den Bau.
Die regierende Australian Labor Party suchte in dieser Auseinandersetzung einen Kompromiss. Der tasmanische Energiekonzern HEC wies darauf hin, dass ohne den Franklin-Staudamm mit einem Verlust von 10.000 Arbeitsplätzen auf der Insel Tasmanien zu rechnen sei.
Die Liberal-Konservative Partei Australiens hatte die Mehrheit im Legislative Council und verhinderte die Durchsetzung dieses Kompromisses der regierenden Australian Labor Party. Um die politische Pattsituation zu beenden, führte die Labor-Regierung am 12. Dezember 1981 eine Volksabstimmung durch. Da die Abstimmung lediglich zwei Alternativen vorsah, die beide einen Staudammbau befürworteten, votierten 45 Prozent der Wähler handschriftlich mit No Dams dagegen, obwohl ihnen bewusst war, dass ihre Stimme damit ungültig war. Die Gegner des Staudammbaus ergriffen zahlreiche Initiativen und Kampagnen, wie z. B. Informationsveranstaltungen, Musikaufführungen, Verbreitung von einem Fotokalender bekannter Fotografen sowohl in Tasmanien als auch im restlichen Australien und sensibilisierten die Öffentlichkeit.

## Protest
Durch den anhaltenden Widerstand der Staudammgegner und die Pattsituation setzte sich die Regierungskrise in Tasmanien fort, bis es schließlich zu Neuwahlen kam. Im Mai 1982 verlor die Labor-Regierung die Wahl in Tasmanien gegen die liberalkonservative Partei von Robin Gray. Der neue Premierminister Gray wollte die Ernennung zum Weltnaturerbe rückgängig machen und begann mit der Umsetzung des ursprünglichen Baukonzept. Im November 1982 drohte daraufhin Bob Brown, einer der bekanntesten Umweltpolitiker Australiens, mit der Besetzung des Baugeländes am 14. Dezember 1982. An diesem Tag sollten die Gebiete der Flusslandschaften des Franklin und Gordon Rivers zum Weltnaturerbe durch die UNESCO ernannt werden. Browns Aufruf folgten 2.500 Staudammgegner, die das Gebiet bei Warner's Landing besetzten. Für die Organisation dieses Protests kam Bob Brown drei Wochen in Haft.
Tasmanien jedoch war in dieser Frage politisch gespalten, denn andererseits organisierten 2.500 Staudamm-Befürworter eine Demonstration in Hobart.
Die Regierung Tasmanien verschärfte Gesetze gegen das Demonstrationsrecht, die dazu führten, dass es im Verlauf der Protestaktion zu etwa 1.440 Verhaftungen kam. Dies machte die Weltöffentlichkeit auf den Franklin-Staudamm aufmerksam. Die australischen Bands Goanna und Redgum brachten den Song Let The Franklin Flow gemeinsam heraus, der sich zum Protestlied entwickelte und im Februar nahmen 20.000 Personen an einer Demonstration in Hobart teil. Bis zum März 1983 wurden etwa 1.200 Protestierende verhaftet. Am 1. März, der zum  Green Day proklamiert wurde, kam es zu Verhaftungen von 231 Personen, die mit Booten und verkleidet als Enten auf dem Gordon River fuhren.
Dies alles führte letztlich dazu, dass die Thematik auch im Wahlkampf auf Bundesebene Australiens große Bedeutung erhielt. Die Labor Party gewann am 5. März 1983 die Wahl gegen den Premierminister der Liberal-Konservativen Partei von Malcolm Fraser und der neue australische Premierminister Bob Hawke von der Labourpartei wies den Baustopp an. Obwohl die Bundesregierung gegen den weiteren Bau war und sich dabei auf die Naturschutzgesetzgebung Australiens und auf das von der UNESCO deklarierte Weltnaturerbe bezog, ließ die tasmanische Regierung weiterbauen und es kam zu einer Klage vor dem High Court of Australia.
Heute ist das umstrittene Gebiet zum Franklin-Gordon-Wild-Rivers-Nationalpark erklärt worden.

## Kompromiss
Ein politischer Kompromiss wurde letztendlich gefunden und der King River und Henty River in Tasmanien wurden aufgestaut, um aus der Wasserkraft den Strombedarf Tasmaniens zu decken.